# Antonio Boggia
Antonio Boggia (23 décembre 1799 – 8 avril 1862), alias « Il Mostro di Stretta Bagnera » (Le monstre de la rue Bagnera) ou « Il Mostro di Milano » (Le monstre de Milan), est considéré comme le premier tueur en série de l'Italie.

## Biographie
Né en 1799 à Carate Urio, une ville au bord du lac de Côme, non loin de la frontière suisse. En 1824, Boggia (25 ans) eut ses premiers démêlés avec la justice avec des plaintes pour fraude et de nombreux faux contrats. Il s'est enfui vers le royaume de Sardaigne où il a été soumis à un nouveau procès pour délire et tentative d'assassinat. Il fut emprisonné, mais profita d'une révolte et s'enfuit, retournant dans le royaume de Lombardie-Vénétie, comme on l'appelait à l'époque. Il s'installe à Milan et, grâce à sa capacité à parler allemand, il obtient un emploi au Palazzo Cusani, le siège du commandant militaire autrichien. Il y travaille comme pompier et s'installe sur la Via Gesù.
En 1831, il se marie et part vivre avec sa femme, Via Nerino, 2, dans une maison avec leur logeuse, Ester Maria Perrocchio, qui deviendra l'une de ses victimes. Boggia a commis son premier meurtre en avril 1849. La victime était Angelo Ribbone qui s'est vu voler 1 400 svanziche et son corps a été démembré et caché dans un sous-sol de Stretta Bagnera. Le 26 février 1850, à la suite de la création des Carabinieri Reali, dont les bureaux sont situés via Moscova à Milan, Giovanni Murier signale la disparition de sa mère, Ester Maria Perrocchio, âgée de 76 ans.
Le juge Crivelli a repris l'enquête. Il découvre une fausse procuration, officiée par le notaire Bolza de Côme, qui fait d'Antonio Boggia l'administrateur et l'unique héritier des biens de Perrocchio. Il découvre également une accusation préexistante contre Boggia de 1851, selon laquelle il aurait tenté de tuer une connaissance avec une hache, un certain Giovanni Comi. Boggia a été condamné par les tribunaux autrichiens et a passé 3 mois dans une prison-asile pour aliénés avant d'être libéré.
Crivelli a ensuite recueilli le témoignage des voisins de son domicile de Via Nerino, qui affirmaient avoir vu Boggia se débattant avec des sacs de briques, de mortier et de sable dans un entrepôt de Stretta Bagnera, près de Via Torino, dans le centre historique de Milan, entre la basilique Saint-Ambroise et le Dôme. Une fouille des lieux a permis de découvrir le corps d'Ester Perrocchio enterré dans une niche. Dans un tiroir du bureau de l'appartement Boggia, ils ont trouvé deux autres fausses procurations, une pour Angelo Serafino Ribbone, un ouvrier et un de ses anciens collègues, qui l'avait autorisé à apporter les affaires de Ribbone chez la tante de Boggia à Carate Urio. Les gens avaient perdu la trace de l'endroit où se trouvait Ribbone, la première victime.
Dans le deuxième faux document, le propriétaire de la quincaillerie, Pietro Meazza, a confié à Boggia la vente de son petit magasin et de sa cave sur Stretta Bagnera. On ne savait pas non plus où il se trouvait à l'époque. Une inspection de la cave a eu une inquiétante surprise : on a découvert sous le sol les deux corps des personnes disparues et un troisième corps inattendu. Après de nombreuses recherches, ils ont découvert qu'il s'agissait du corps de Giuseppe Marchesotti, un vendeur en gros de grains de maïs. Au cours du procès, il a avoué les 4 meurtres et a plaidé la folie. Il a été reconnu coupable et condamné à mort par pendaison.
Son exécution eut lieu le 8 avril 1862, non loin des bastions entre Porta Ludovica et Porta Vigentina. C'était la dernière condamnation à mort prononcée contre un civil à Milan jusqu'à la Seconde Guerre mondiale. En fait, la peine de mort a été abolie par le code pénal italien de 1889. Le corps de Boggia a été décapité et enterré dans le cimetière de Gentilino, près du bastion de Porta Ludovica tandis que sa tête a été exposée dans le laboratoire d'anatomie de l'Ospedale Maggiore, à la demande du Dr Pietro Labus et ensuite donnée au père de la criminologie, Cesare Lombroso, qui, avec beaucoup de clameur, a publié la confirmation de ses théories sur les « délinquants nés ».
Sa tête fut ensuite transportée en 1949 au cimetière majeur de Milan. Cela était dû à la réduction des effectifs de certaines parties de l'hôpital dans lequel il était hébergé et tous les restes humains ont été enterrés ensemble dans le cimetière. En octobre 2009, un grand couperet en métal a été découvert dans un marché de collectionneurs, accompagné d'une boîte étiquetée « Ospedale Maggiore » et d'une note apposée sur le manche « dal Antonio Boggia ». Le couperet est toujours exposé au Museo di Arte Criminologica di Olevano di Lomellina.
La légende raconte à Milan que le fantôme du tueur erre encore dans les rues proches de la Via Bagnera, il apparaissait dans un coup de vent glacial et enveloppait les gens.